# Thomas DiBenedetto
Thomas Richard DiBenedetto (Boston, 3 giugno 1949) è un imprenditore statunitense.
Celebre in Italia per essere stato il primo presidente Americano della AS Roma.

## Biografia
Thomas DiBenedetto è nato a Boston da genitori di origini italiane, più precisamente di Siano in provincia di Salerno. È sposato con Linda Marie, vicepresidente di una scuola per bambini ciechi; insieme hanno avuto cinque figli, tra i quali Thomas junior, giocatore di baseball per la Reggio Baseball. La famiglia DiBenedetto risiede nella Contea di Essex, a 20 chilometri da Boston, in una proprietà valutata circa 2 milioni di euro.

### Percorso professionale
DiBenedetto ha un percorso professionale che ha toccato quasi tutte le attività finanziarie e industriali. Oltre alla Boston International Group, la Junction e la Jefferson Waterman International, le più note, nel 2010 si è aggiunta anche la Route 2 Digital, dove ha funzioni di direttore esecutivo, società che investe in sport, media e tecnologia. Durante la sua carriera ha spaziato dagli investimenti nel campo finanziario, poi telecomunicazioni, tecnologia, settori immobiliario, minerario e biotecnologico. Ma prima di creare nel 1993 la BIG, Boston International Group, DiBenedetto si occupava di investimenti alla Allen & Company Inc., alla Salomon Brothers ed alla Morgan Stanley, ed è stato anche nel consiglio di amministrazione del JFK Center for Business and Government dell'Università di Harvard. Dal 1994 è direttore alla Alexander's Inc., società che si occupa prevalentemente del settore immobiliario, mentre la Waterman, dove è presidente, è una società di consulenza soprattutto per governi stranieri e multinazionali.
Ricopre poi anche la carica di vice presidente al Boston Biomedical Research Institute e al Kents Hill School di Kents Hill. Ruoli importanti ha anche al Ted Williams Museum di Tampa, in Florida, quindi il Nahant Preservation Trust ed ha un incarico anche al Trinity College di Hartford, nel Connecticut, l'università dove ha studiato e dove, con gli amici della cordata, è nata l'idea di acquistare la Roma. È anche uno dei consiglieri internazionali della Perkins School of the Blind di Watertown, istituto per non vedenti, nel quale la moglie Linda per anni è stata vice presidente.

### Attività
DiBenedetto può vantare una preparazione di alto profilo in ambito economico. Ha conseguito un master in business administration presso l'Università della Pennsylvania e un Bachelor of Arts con lode in Economia presso il Trinity College di Hartford.
È presidente della Junction Investors Ltd. (una società di gestione degli investimenti) dal 1992, ed è amministratore delegato della Jefferson Watermann International (una società di lobbying internazionale) e di un'impresa di investimento immobiliare, la Alexanders Inc. È inoltre presente con una quota di minoranza nell'azionariato di Fenway Sports Group, cui fanno capo i Boston Red Sox ed il Liverpool Football Club. È inoltre socio di una società di intermediazione mobiliare (la Detwiler, Mitchell & Co.) e della NWH (una società di software).

### Acquisizione dell'Associazione Sportiva Roma
Dopo l'avviamento del processo di vendita dell'Associazione Sportiva Roma, DiBenedetto, insieme ad altri tre imprenditori statunitensi, James Pallotta, Michael A. Ruane e Richard A. D'Amore, decide di presentare un'offerta per l'acquisizione della squadra giallorossa. Il 15 febbraio 2011 UniCredit, azionista e creditrice della società controllante l'A.S. Roma, avvia la trattativa in esclusiva con la cordata statunitense. In precedenza Paolo Fiorentino e Piergiorgio Peluso, esponenti di primo piano dell'istituto di credito, si erano recati negli Stati Uniti a prendere visione del business plan elaborato da DiBenedetto. Il 16 aprile 2011, in seguito alla firma dei contratti avvenuta a Boston, DiBenedetto diventa il nuovo azionista di maggioranza dell'A.S. Roma. L'accordo prevede che la cordata statunitense acquisisca il 60% del club capitolino, lasciando il restante 40% nelle mani di Unicredit, la quale si riserva il diritto di cederlo ad imprenditori italiani entro il primo trimestre del 2012.
Il 18 agosto 2011 la Roma annuncia, tramite il proprio sito web, che è stata perfezionata l'operazione di acquisto della partecipazione di maggioranza in A.S. Roma. Contestualmente viene reso noto che DiBenedetto assumerà la carica di presidente del club dopo il consiglio di amministrazione, programmato per settembre.
Il 27 settembre 2011 durante la riunione del Consiglio d'amministrazione della società, DiBenedetto diventa il nuovo presidente della Roma. Il 27 agosto 2012 lascia la carica di presidente del club al socio James Pallotta.